# Municipio de Raccoon (Indiana)
El municipio de Raccoon (en inglés: Raccoon Township) es un municipio ubicado en el condado de Parke en el estado estadounidense de Indiana. En el año 2010 tenía una población de 659 habitantes y una densidad poblacional de 6,86 personas por km².

## Geografía
El municipio de Raccoon se encuentra ubicado en las coordenadas 39°39′2″N 87°10′57″O / 39.65056, -87.18250. Según la Oficina del Censo de los Estados Unidos, el municipio tiene una superficie total de 96.05 km², de la cual 95,96 km² corresponden a tierra firme y (0,1 %) 0,1 km² es agua.

## Demografía
Según el censo de 2010, había 659 personas residiendo en el municipio de Raccoon. La densidad de población era de 6,86 hab./km². De los 659 habitantes, el municipio de Raccoon estaba compuesto por el 99,85 % blancos, el 0,15 % eran asiáticos. Del total de la población el 0,61 % eran hispanos o latinos de cualquier raza.